# اکتینیم
آکتینیوم (به انگلیسی: Actinium) با نماد AC از عناصر شیمیایی پرتوزا با نماد Ac و عدد اتمی ۸۹ است. اکتینیم از واژه یونانی aktis به معنی پرتو گرفته شده‌است. این عنصر به صورت طبیعی در کانی‌های اورانیوم از جمله پیچبلند یافت می‌شود و ۱۵۰ بار پرتوزاتر از رادیم است. این عنصر در خالص به رنگ نقره‌ای-خاکستری است. اکتینیم می‌تواند در اثر فروپاشی فرانسیم، هلیم، بیسموت-۲۰۹، کربن-۱۴، توریم، بیسموت-۲۱۱ و توریم-۲۳۲ را به وجود آورد.

## تاریخچه
این عنصر در سال ۱۸۹۹ توسط شیمی‌دان فرانسوی آندره-لویس دبیرن کشف شد.

## خواص
- عدد اتمی: ۸۹
- جرم اتمی: ۲۲۷
- نقطه ذوب: C° ۱۰۵۰
- نقطه جوش: C° ۳۱۹۸
- شعاع اتمی: Å ۱٫۱۱۹
- ظرفیت: ۳
- رنگ: نقره‌ای
- حالت استاندارد: جامد
- نام گروه: ۳

## ترکیب‌ها
| فرمول        | رنگ    | تقارن    | گروه فضایی | عدد | نماد پیرسون | a (pm) | b (pm) | c (pm) | Z | چگالی، g/cm۳ |
| ------------ | ------ | -------- | ---------- | --- | ----------- | ------ | ------ | ------ | - | ------------ |
| Ac           | نقره‌ای | fcc      | Fm۳m       | ۲۲۵ | cF۴         | ۵۳۱٫۱  | ۵۳۱٫۱  | ۵۳۱٫۱  | ۴ | ۱۰٫۰۷        |
| AcH۲         |        | مکعبی    | Fm۳m       | ۲۲۵ | cF۱۲        | ۵۶۷    | ۵۶۷    | ۵۶۷    | ۴ | ۸٫۳۵         |
| Ac۲O۳        | سفید   | لوزی‌پهلو | P۳m۱       | ۱۶۴ | hP۵         | ۴۰۸    | ۴۰۸    | ۶۳۰    | ۱ | ۹٫۱۸         |
| Ac۲S۳        |        | مکعبی    | I۴۳d       | ۲۲۰ | cI۲۸        | ۷۷۸٫۵۶ | ۷۷۸٫۵۶ | ۷۷۸٫۵۶ | ۴ | ۶٫۷۱         |
| AcF۳         | سفید   | شش‌گوشه   | P۳c۱       | ۱۶۵ | hP۲۴        | ۷۴۱    | ۷۴۱    | ۷۵۵    | ۶ | ۷٫۸۸         |
| AcCl۳        |        | شش‌گوشه   | P6۳/m      | ۱۶۵ | hP۸         | ۷۶۴    | ۷۶۴    | ۴۵۶    | ۲ | ۴٫۸          |
| AcBr۳        | سفید   | شش‌گوشه   | P6۳/m      | ۱۶۵ | hP۸         | ۷۶۴    | ۷۶۴    | ۴۵۶    | ۲ | ۵٫۸۵         |
| AcOF         | سفید   | مکعبی    | Fm۳m       |     |             | ۵۹۳٫۱  |        |        |   | ۸٫۲۸         |
| AcOCl        |        | چهارگوشه |            |     |             | ۴۲۴    | ۴۲۴    | ۷۰۷    |   | ۷٫۲۳         |
| AcOBr        |        | چهارگوشه |            |     |             | ۴۲۷    | ۴۲۷    | ۷۴۰    |   | ۷٫۸۹         |
| AcPO۴·۰٫۵H۲O |        | شش‌گوشه   |            |     |             | ۷۲۱    | ۷۲۱    | ۶۶۴    |   | ۵٫۴۸         |

## ایزوتوپ‌ها
| ایزوتوپ | ایجاد                                                         | فروپاشی                | نیمه‌عمر     |
| ------- | ------------------------------------------------------------- | ---------------------- | ----------- |
| ۲۲۱Ac   | ۲۳۲Th(d,9n)۲۲۵Pa(α)→۲۲۱Ac                                     | α                      | ۵۲ ms       |
| ۲۲۲Ac   | ۲۳۲Th(d,8n)۲۲۶Pa(α)→۲۲۲Ac                                     | α                      | ۵٫۰ s       |
| ۲۲۳Ac   | ۲۳۲Th(d,7n)۲۲۷Pa(α)→۲۲۳Ac                                     | α                      | ۲٫۱ min     |
| ۲۲۴Ac   | ۲۳۲Th(d,6n)۲۲۸Pa(α)→۲۲۴Ac                                     | α                      | ۲٫۷۸ hours  |
| ۲۲۵Ac   | ۲۳۲Th(n,γ)۲۳۳Th(β−)→۲۳۳Pa(β−)→۲۳۳U(α)→۲۲۹Th(α)→۲۲۵Ra(β−)۲۲۵Ac | α                      | ۱۰ days     |
| ۲۲۶Ac   | ۲۲۶Ra(d,2n)۲۲۶Ac                                              | α, β− electron capture | ۲۹٫۳۷ hours |
| ۲۲۷Ac   | ۲۳۵U(α)→۲۳۱Th(β−)→۲۳۱Pa(α)→۲۲۷Ac                              | α, β−                  | ۲۱٫۷۷ years |
| ۲۲۸Ac   | ۲۳۲Th(α)→۲۲۸Ra(β−)→۲۲۸Ac                                      | β−                     | ۶٫۱۵ hours  |
| ۲۲۹Ac   | ۲۲۸Ra(n,γ)۲۲۹Ra(β−)→۲۲۹Ac                                     | β−                     | ۶۲٫۷ min    |
| ۲۳۰Ac   | ۲۳۲Th(d,α)۲۳۰Ac                                               | β−                     | ۱۲۲ s       |
| ۲۳۱Ac   | ۲۳۲Th(γ,p)۲۳۱Ac                                               | β−                     | ۷٫۵ min     |
| ۲۳۲Ac   | ۲۳۲Th(n,p)۲۳۲Ac                                               | β−                     | ۱۱۹ s       |

## کاربردها
از این عنصر می‌توان به عنوان منبع تولید نوترون استفاده کرد.